# Роббинс, Мэттью
Мэттью Роббинс (род. 15 июля 1945) — американский сценарист и кинорежиссёр, наиболее известный своей работой в рамках американского движения «Новый Голливуд». Как режиссёр Роббинс известен фильмами «Лето в поисках «Корвета» (1978), «Победитель дракона» (1981), «Легенда о Билли Джин» (1985), «Батарейки не прилагаются» (1987), «Бинго» (1991).

## Карьера
Он сотрудничал с многочисленными режиссёрами внутри движения, включая Джорджа Лукаса, Гильермо дель Торо, Уолтера Марча и Стивена Спилберга, будь то фильмы «Шугарлендский экспресс», «Близкие контакты третьего вида» и «Челюсти». Его сотрудничество с дель Торо  в первую очередь связано с лентами «Мутанты»   и «Багровый пик». Роббинс часто работает в соавторстве с писателем и сценаристом Хэлом Барвудом.
Прежде чем поступить в Школу кинематографических искусств USC, Роббинс окончил Университет Джонса Хопкинса в 1965 году, где он был одноклассником и другом Уолтера Марча и Калеба Дешанеля, также известных ныне кинематографистов. Он выпускник консерватории AFI. В 2004 году Роббинс получил премию «Выдающийся выпускник» от Университета  Хопкинса.
В 2014 году он дебютировал в индийском кино, написав вместе с Вишалом Бхардваджем сценарий для болливудского триллера «7 прощённых убийств». Его второй индийский фильм «Рангун» снял тот же режиссёр.